# Janet Dailey
Janet Anne Haradon Dailey (Storm Lake, Iowa, 21 de mayo de 1944 - Branson, Misuri, 14 de diciembre de 2013) fue una escritora popular estadounidense, cultivadora del género novela romántica con su apellido de casada Janet Dailey.

## Biografía
Janet Anne Haradon nació el 21 de mayo de 1944 en Storm Lake, Iowa. Se graduó en 1962 en la Jefferson High School de Independence, Iowa. Acudió a una escuela de secretariado en Omaha, Nebraska, y en 1963 marchó a trabajar para una empresa de construcción propiedad de su futuro marido, Bill Dailey.
En 1974, asegurándole que podía escribir una novela romántica mejor que las que leía, el marido de Dailey la retó a que lo probase. Rápidamente vendió un libro a la multinacional Harlequin, convirtiéndose en su primera escritora estadounidense. Escribió un total de 57 novelas para Harlquin, incluyendo la serie "Janet Dailey Americana," en la que cada novela estaba dedicada a un estado de la Unión. También fue una figura de primera fila para crear la colección Silhouette, para la que escribió 12 títulos.
En 1979, Janet presentó su primera novela romántica dirigida al mercado masivo, Touch the Wind, que entró en la lista de libros superventas del New York Times. Sus libros posteriores también han sido superventas. Hay cerca de 325 millones de ejemplares de sus obras, con traducción a 19 idiomas para 98 países.
Janet fue demandada en 1997 por la también escritora romántica Nora Roberts, que la acusó de robarle su obra durante siete años. Aspen Gold (El oro de Aspen) y Notorious se señalaron dentro de las obras controvertidas de Dailey. Se llegó a un acuerdo, y Nora Roberts donó la cantidad obtenida a causas literarias. Dailey atribuyó el plagio a un problema psicológico, provocado en parte por la muerte de dos de sus hermanos por cáncer y la batalla de su esposo contra un cáncer de pulmón.
En 1980, Janet y su esposo se trasladaron a Branson, Misuri, donde Bill produjo espectáculos para el Teatro Americano. Bill Dailey falleció el 5 de agosto de 2005. Janet falleció en su casa de Branson el 14 de diciembre de 2013, a los 69 años de edad.

### En Español
- Publicadas en España:

1. Atrapada (1983), Ediciones Forum, S.A.
2. Baile de máscaras (1990), Grijalbo
3. Camarotes separados (1984), Ediciones Forum, S.A.
4. Conspiración (1986), Harlequín Ibérica, S.A.
5. Cosecha de sueños (1989), Harlequín Ibérica, S.A.
6. Un extraño en mi lecho (1989), Harlequín Ibérica, S.A.
7. Luces del paraíso (1989), Harlequín Ibérica, S.A.
8. Una mujer especial (1981), Editorial Andina, S.A.
9. No puedo amarte (1984), Ediciones Forum, S.A.
10. Orgullo de familia (1986), Harlequín Ibérica, S.A.
11. El oro de Aspen (1992), Mr Ediciones
12. La otra heredera (1990), Círculo de Lectores, S.A.
13. Rivales (1990), Mr Ediciones; reed. 1995
14. Viñas de pasión (1993), Mr Ediciones

### En inglés
- Listado en inglés:

#### Serie Calder
| - This Calder Range - Stands a Calder Man - This Calder Sky - Calder Born-Calder Bred - Calder Pride | - Green Calder Grass' - Shifting Calder Wind - Calder Promise - Lone Calder Star - Calder Storm |

#### Serie Americana
| - AL-Dangerous Masquerade - AK-Northern Magic - AZ-Sonora Sundown - AR-Valley Of the Vapours - CA-Fire And Ice - CO-After the Storm - CT-Difficult Decision - DE-The Matchmakers - FL-Southern Nights - GA-Night Of The Cotillion - HI-Kona Winds - ID-The Travelling Kind - IL-A Lyon's Share - IN-The Indy Man - IA-The Homeplace - KS-The Mating Season - KY-Bluegrass King - LA-The Bride Of The Delta Queen - ME-Summer Mahogany - MD-Bed Of Grass - MA-That Boston Man - MI-Enemy In Camp - MN-Giant Of Mesabi - MS-A Tradition Of Pride - MO-Show Me | - MT-Big Sky Country - NE-Boss Man From Ogalala - NV-Reily's Woman - NH-Heart Of Stone - NJ-One Of The Boys - NM-Land Of Enchantment - NY-Beware Of The Stranger - NC-That Carolina Summer - ND-Lord Of the High Lonesome - OH-The Widow And The Wastrel - OK-Six White Horses - OR-To Tell The Truth - PA-The Thawing Of Mara - RI-Strange Bedfellow - SC-Low Country Liar - SD-Dakota Dreamin' - TN-Sentimental Journey - TX-Savage Land - UT-A Land Called Deseret - VT-Green Mountain Man - VA-Tidewater Lover - WA-For Mike's Sake - WV-Wild And Wonderful - WI-With A Little Luck - WY-Darling Jenny |

#### Otras novelas
| - No Quarter Asked (1974) - Something Extra (1975) - Sweet Promise (1976) - Fiesta San Antonio (1977) - Master Fiddler (1977) - Ivory Cane (1977) - For Bitter or Worse (1978) - The Rogue (1979) - Touch the Wind (1979) - Nightway (1980) - Ride Thunder (1980) - Hostage Bride (1981) - The Lancaster Men (1981) - For the Love of God (1982) - Foxfire Light (1982) - Terms of Surrender (1982) - Wildcatter's Woman (1982) - The Best Way to Lose (1983) - Mistletoe and Holly (1983) - The Second Time (1983) - Separate Cabins (1983) - Western Man (1983) - Leftover Love (1984) - Silver Wings Santiago Blue (1984) - The Pride of Hannah Wade (1985) - Glory Game (1985) - The Great Alone (1986) | - Heiress (1987) - Rivals (1988) - Masquerade (1990) - Aspen Gold (1991) - The Taming of Mara: Pennsylvania (1991) - Tangled Vines (1992) - Riding High (1994) - The Proud and the Free (1994) - Legacies (1995) - The Healing Touch (1996) - Notorious (1996) - Castles in the Sand (1996) - Illusions (1997) - Wild Action (1997) (with Dawn Stewardson) - A Capital Holiday (2001) - Scrooge Wore Spurs (2002) - The Not Forgotten War (2003) - Maybe This Christmas (2003) - Because of You (2004) - Can't Say Goodbye (2004) - Dance with Me (2004) - Everything (2004) - Eve's Christmas (2006) - Man of Mine (2007) - Something More (2007) - Wearing White (2007) - With This Kiss (2007) |

#### Antologías
- Boss Man From Ogallala / Darling Jenny (1982)
- Heart of Stone / Big Sky Country (1982)
- No Quarter Asked / The Indy Man (1982)
- Best of Janet Dailey: To Tell the Truth, That Boston Man (1983)
- Best of Janet Dailey: Bed of Grass, Heart of Stone (1984)
- The Jasmine Bride / Sweet Promise / Turbulent Covenant (1987) (con Daphne Clair y Jessica Steele)
- The Master Fiddler / Forest of the Night / Rightful Possession (1988) (con Jane Donnelly y Sally Wentworth)
- Mistletoe and Holly / Sweet Sea Spirit (1991) (con Emilie Richards)
- Rivals / Heiress (1991)
- Janet Dailey Collection (1994)
- Masquerade / Rivals / Heiress (1994)
- Marry Me Cowboy (1995) (con Susan Fox, Anne McAllister y Margaret Way)
- Janet Dailey Gift Set (1995)
- Santa's Little Helpers (1995) (con Patricia Gardner Evans y Jennifer Greene)
- Flower Girls (1996) (con Beverly Beaver, Margaret Brownley y Ruth Ann Dale)
- A Spring Bouquet (1996) (con Jo Beverley, Rebecca Brandewyne y Debbie Macomber)
- Summer Lovers: Strange Bedfellows; First Best And Only; Granite Man (1997)
- Homecoming (1997) (con Deborah Bedford, Dinah McCall y Fern Michaels)
- Unmasked (1997) (con Jennifer Blake and Elizabeth Gage)
- Americana (2001)
- Always with Love (2002)
- The Only Thing Better Than Chocolate (2002) (con Kylie Adams y Sandra Steffen)
- Americana 2 (2002)
- Janet Dailey's Americana III (2002)
- Western Man and Leftover Love (2004)
- Forever (2004)
- Going My Way (2005)
- Happily Ever After (2005)
- It Takes Two (2005)
- Let's Be Jolly (2005)
- Bring the Ring (2006)
- Ranch Dressing (2006)
- Try to Resist Me (2006)
- Foxfire Light / For the Love of God (2007)
- Separate Cabins / Second Time (2007)

#### Colecciones
- Best of Janet Dailey: Wild and Wonderful, One of the Boys (1985)
- Happy Holidays (2004)

#### No ficción
- The Janet Dailey Companion: A Comprehensive Guide to Her Life and Her Novels